# Cheilosia frontalis
Cheilosia frontalis of dotterbloemgitje is een vliegensoort uit de familie van de zweefvliegen (Syrphidae). De wetenschappelijke naam van de soort is voor het eerst geldig gepubliceerd in 1857 door Loew.